# Andrias
Andrias és un gènere d'amfibis de l'ordre dels urodels.

## Particularitats
Aquest gènere inclou les salamandres més grans del món, A. japonicus amb 1.44 m i A. davidianus amb 1.80 m. L'altra espècie, A. scheuchzeri, està extinta i es coneix a partir de restes fòssils.

## Taxonomia
- Salamandra gegant del Japó (Andrias japonicus).
- Salamandra gegant de la Xina (Andrias davidianus).
- †Andrias scheuchzeri.